# Miháld
Miháld je vas na Madžarskem, ki upravno spada v podregijo Nagykanizsai Županije Zala.